# Jonas Lemmens
Jonas Lemmens is een Belgisch korfballer.

## Levensloop
Lemmens werd actief in het korfbal bij Boeckenberg. Vanaf 2014 kwam hij uit voor Kwik, aldaar werd hij onder meer veldkampioen in 2017 en 2018 en zaalkampioen in 2019. Ook behaalde Lemmens er zilver op de Europacup 2020 te Boedapest. In april 2021 maakte hij zijn overstap naar het Nederlandse Dalto bekend.    Het heen-en-weer reizen en fulltime werken + stevige trainingen was de beslissing om terug naar Kwik te gaan logisch.
Tevens maakte hij deel uit van het Belgisch nationaal team, waarmee hij onder meer zilver won op het wereldkampioenschap van 2019.